# Flying Group
Flying Group is een Belgische luchtvaartmaatschappij, gespecialiseerd in privé-, charter- en zakenvluchten.
Ze is tevens gespecialiseerd in consultancy, vliegtuigbeheer en onderhoud van voornamelijk privéjets.
Flying Group heeft zetels op de Internationale Luchthaven Antwerpen, Luchthaven Parijs-Le Bourget en Luchthaven Cannes, (Frankrijk).

## Geschiedenis
Bernard van Milders richtte de Flying Group in 1991 op. Hij organiseerde zijn bedrijf naar Amerikaans voorbeeld.
Het was in 2005 de grootste zakenjetonderneming van de Benelux en Frankrijk.
Flying Group nam op 20 mei 2015 de Nederlandse zakenjetoperator ‘Jet Management Europe’ over.
Op 27 mei 2015 werd bekend dat Flying Group de overname van het Maltese ‘Hyperion Aviation’ aan het afronden was.

## Organisatie
De onderneming bestaat uit verschillende onderdelen: Flying Partners richt zich op fractional ownership waarbij klanten een aandeel kopen in een vliegtuig.
Het onderdeel Flying Service verenigt verhuurder, operator, onderhoudsdienst en afhandelaar en biedt zo alles wat nodig is om een zakenjet te huren. Het onderhoud aan zowel de eigen toestellen als aan de jets van derden wordt binnenshuis gedaan.

## Vloot
Samenstelling eigen vloot 2018
| Type                        | Aantal | Orders | Zitplaatsen | opmerkingen         |
| --------------------------- | ------ | ------ | ----------- | ------------------- |
| Cessna CitationJet          | 2      | 0      | 7+1         | CJ3 en CJ3+ -versie |
| Cessna Citation Excel       | 2      | 0      | 8           | XLS+ -versie        |
| Cessna Citation Sovereign   | 3      | 0      | 10          |                     |
| Hawker Beechcraft 900XP     | 1      | 0      | 8           |                     |
| Hawker Beechcraft 4000      | 1      | 0      | 8           |                     |
| Dassault Falcon 2000 LX     | 1      | 0      | 10          |                     |
| Dassault Falcon 900 DX      | 1      | 0      | 14          |                     |
| Dassault Falcon 900 EXY     | 2      | 0      | 14          |                     |
| Dassault Falcon 7X          | 5      | 0      | 16          |                     |
| Bombardier Challenger CL850 | 1      | 0      | 13          |                     |
| Totaal                      | 19     | 0      |             |                     |